# アントワーヌ・ブールデル
アントワーヌ・ブールデル（仏：Antoine Bourdelle、 1861年10月30日 - 1929年10月1日）は、フランスの彫刻家である。オーギュスト・ロダン、アリスティド・マイヨールらと共に近代ヨーロッパの代表的彫刻家。

## 略歴

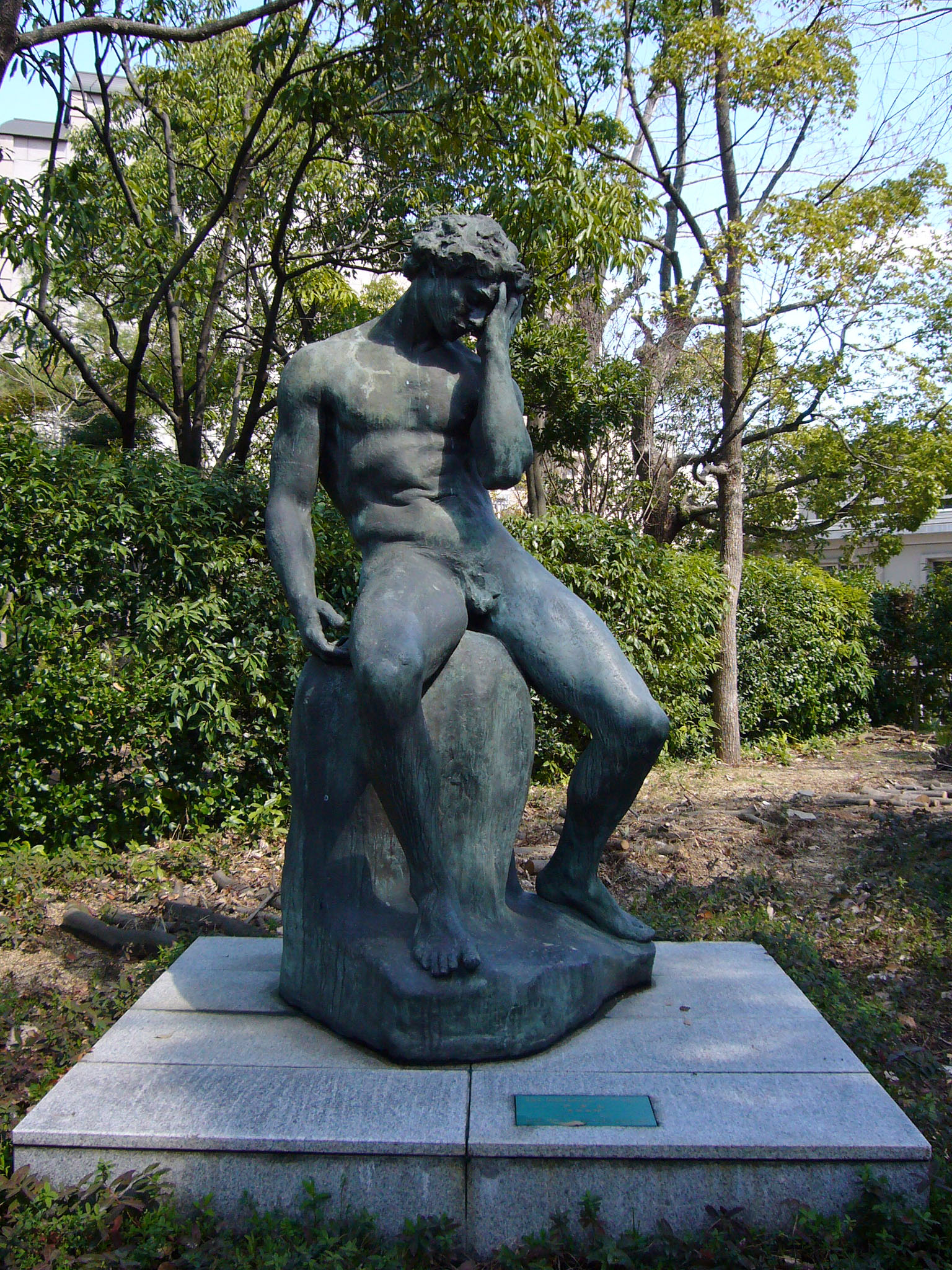
「アダム」（兵庫県公館前庭）

フランスのタルヌ=エ=ガロンヌ県モントーバンで生まれた。13歳のときに、父のキャビネット作成の店で木版工になるために学校を辞めている。その後、モントーバンでアングル美術館の創設者に絵画を学び、トゥールーズの美術学校で彫刻を学んだ。24歳の時にパリのエコール・デ・ボザールの奨学生となった。
1888年に最初のベートーベン像を作成した。この作品において、特徴の強調・幾何学・構築と発明の精神などを表現している。
ブールデルは20世紀の彫刻のパイオニアの一人となった。オーギュスト・ロダンはブールデルの仕事の賛美者になった。そして、1893年にブールデルはロダンのアシスタントとなる。ブールデルは先生としても人気があり、多くの優れた芸術家が彼のクラスから生まれた。

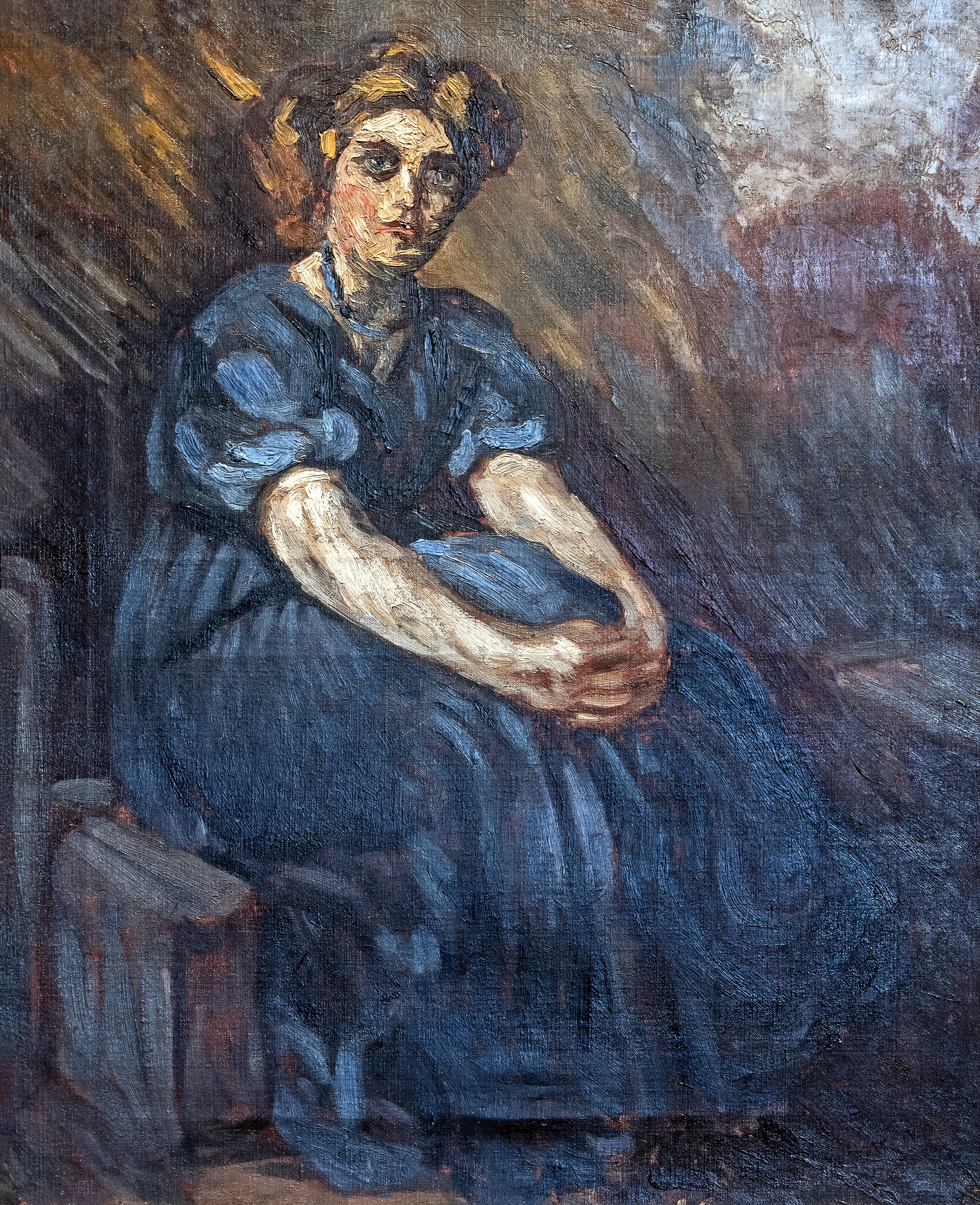
最初の妻「ステファニー・ヴァン・パリス」の肖像（1905年）

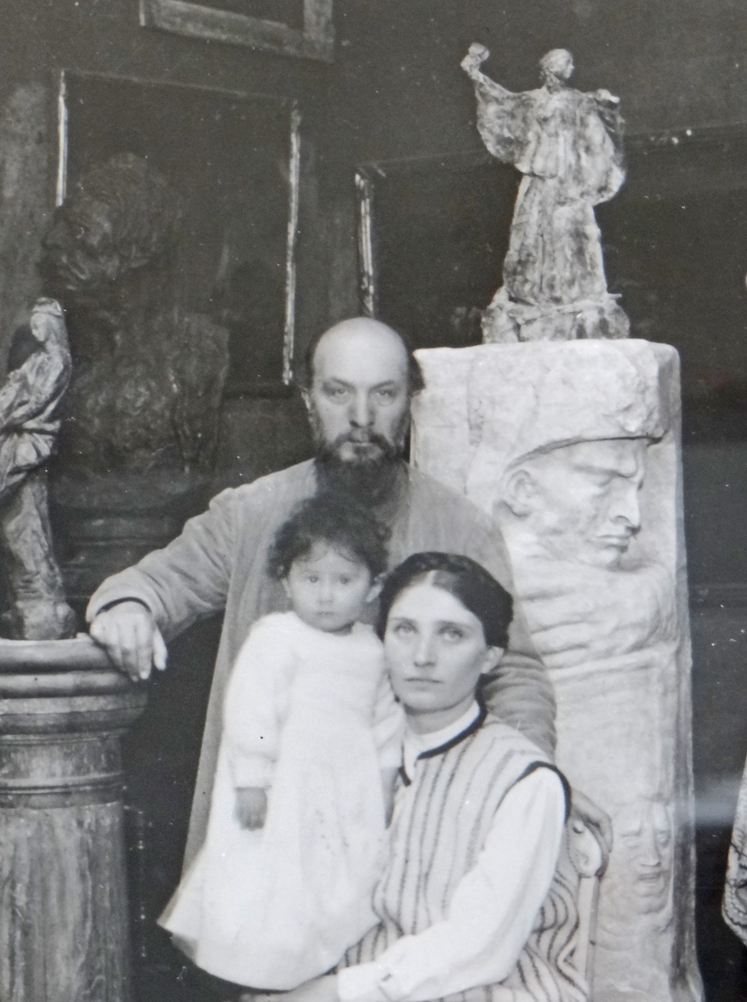
後妻のクレオパトル・セヴァストス、娘のロディア・デュフェ・ブールデルとともに（1913年頃）。

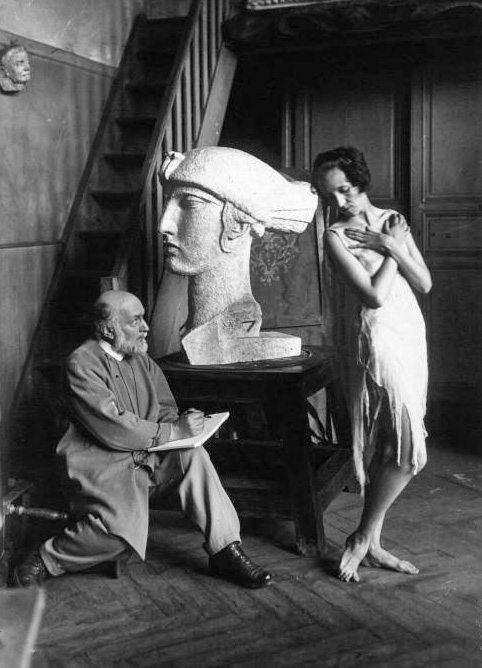
アメリカ人ダンサーグレース・クリスティをスケッチするブールデル。後ろは「ラ・フランス」の頭（1925年）

晩年には何度か記念碑作成の依頼を受け、パリのサロン・ド・テュイルリーの創設者兼副社長となった。また、1924年にはレジオンドヌール勲章も受けている。
1929年に。パリ近郊ル・ヴェジネで死亡。パリのモンパルナス墓地に埋葬されている。
現在、フランスのパリ15区モンパルナス駅北西至近の細い道であるアントワーヌ=ブールデル通り（Rue Antoine Bourdelle）沿い18番地に、ブールデル美術館がある。それは、24歳の頃から彼が住んでいた家・作業場・庭から成り立っている。

## 主要作品

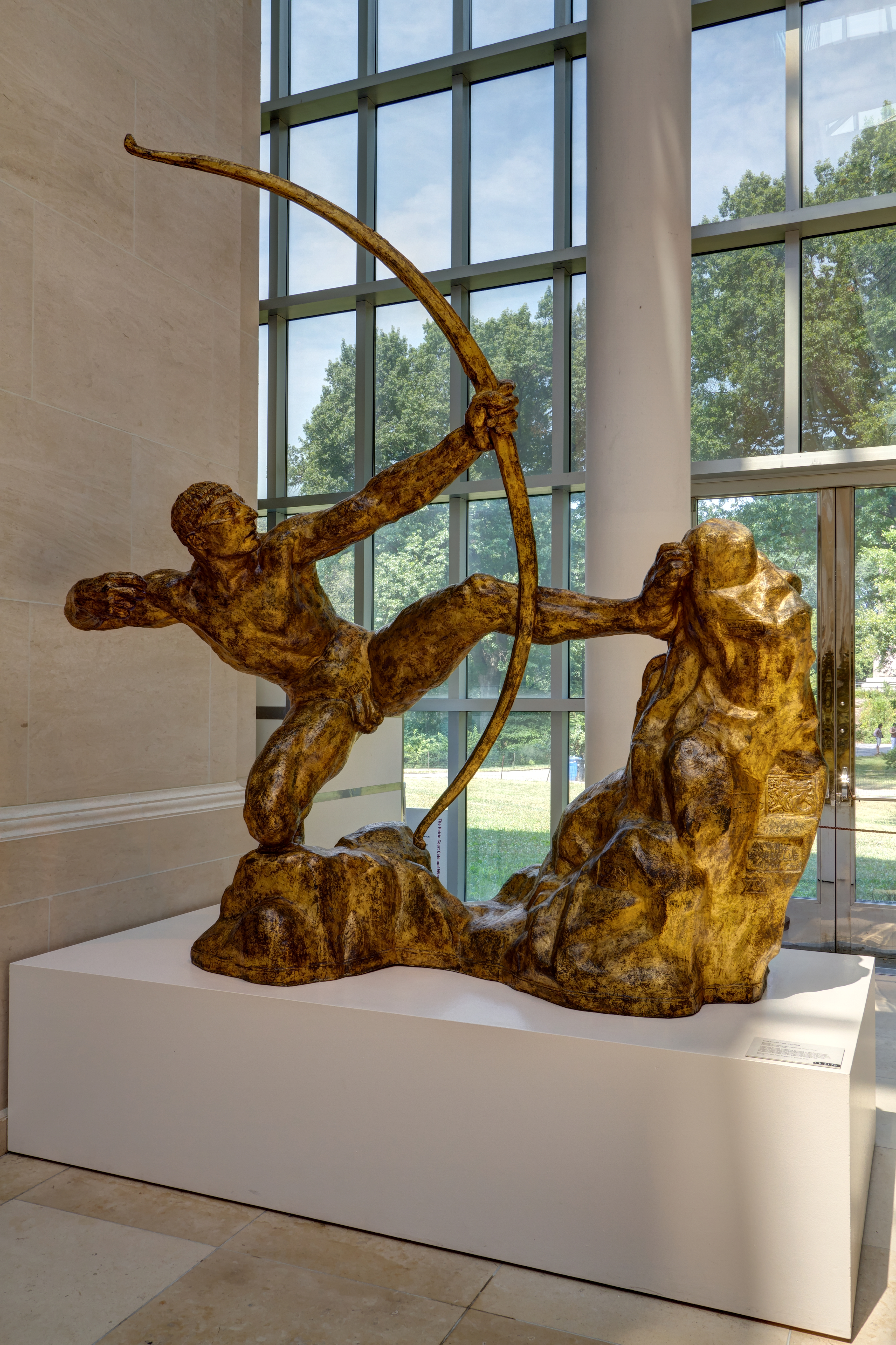
ブールデル「弓をひくヘラクレス」（メトロポリタン美術館）

ブールデルの名を不朽のものにした作品に1909年の「弓をひくヘラクレス」がある。この作品は、ギリシア神話の英雄ヘーラクレースにまつわる「十二の功業」の一つに主題を借りており、ヘラクレスが怪鳥ステュムファリデスを射るために渾身の力で大弓をひき、今まさに矢を放たんとする瞬間を描いたものである。日本では東京上野の国立西洋美術館に展示されている。

## その他の作品

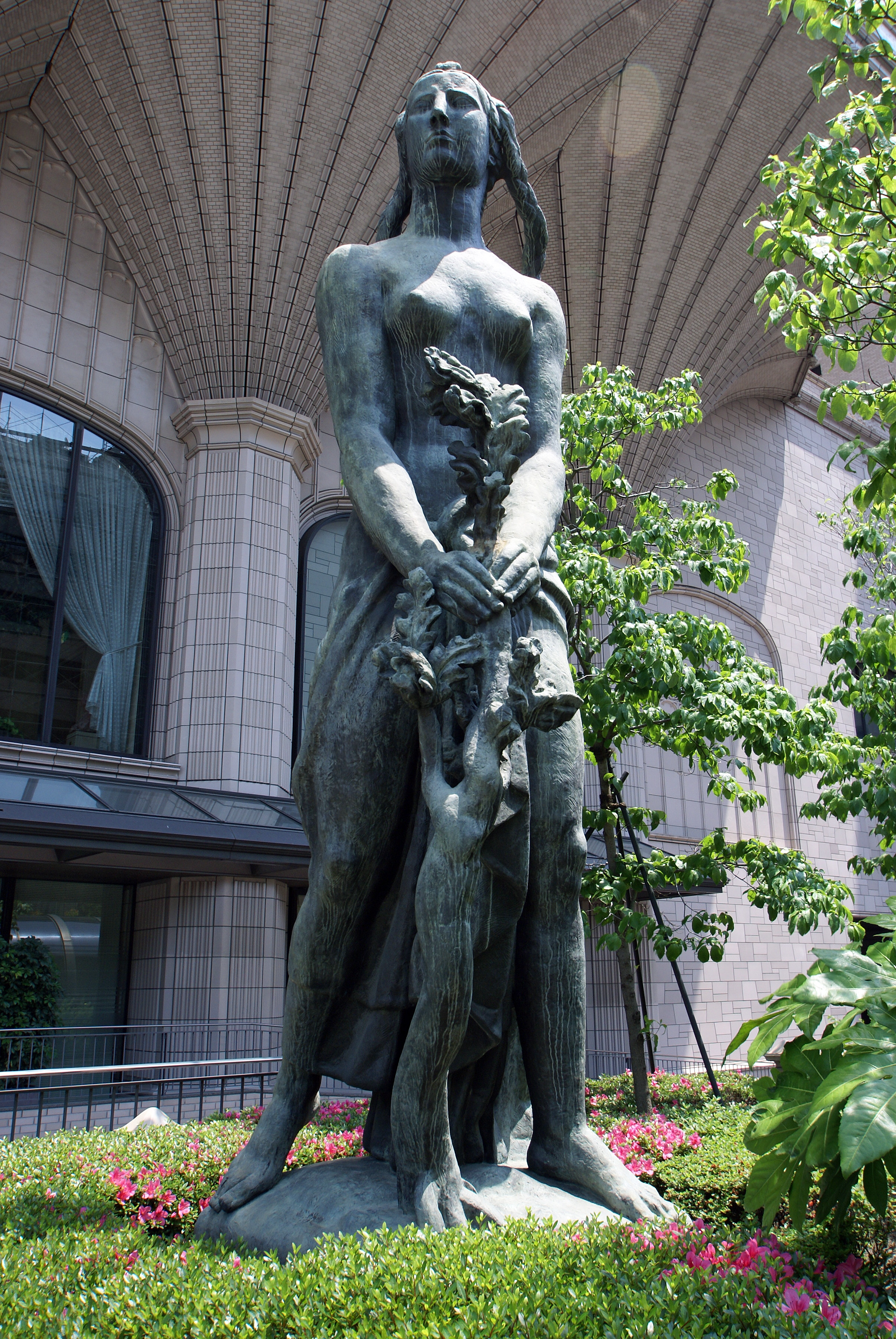
『自由』大阪市江戸堀

- モントーバンの普仏戦争戦没者の慰霊碑（英語版）（普仏戦争）
- モントーバンの偉大な戦士（英語版）
- アダム・ミツキェヴィチ記念碑（フランス語版）（アダム・ミツキェヴィチ）
- カルロス M. デ アルベアール将軍の記念碑（英語版）
- カプーレ・エ・ジュナックの戦没者慰霊碑（フランス語版）

## 生徒
ブールデルに学ぶため、世界中から人が集まった。主な人物には以下のような者がいる。
- アルベルト・ジャコメッティ（スイス）
- アリスティード・マイヨール（フランス）
- アルノルト・レンネベック（ドイツ/アメリカ合衆国）
- 保田龍門（日本）
- 清水多嘉示（日本）
- 佐藤玄々（日本）